# Emmanuel Cosquin
Emmanuel Cosquin (ur. 1841, zm. 1919) – francuski folklorysta.

## Publikacje
- Etudes folkloriques, Paris 1922.
- Contes populaires de Lorraine, Paris 1860.